# سوسکچه خرطوم‌دار آنثونوموس فیلوکولا
 سوسکچه خرطوم‌دار آنثونوموس فیلوکولا(نام علمی: Anthonomus phyllocola) نام یک گونه از تیره سوسکچه‌های خرطوم‌دار است.